# Campeonato de Portugal 1928
Sedmý ročník Campeonato de Portugal (portugalského fotbalového poháru) se konal od 4. března do 30. června 1928.
Trofej získal poprvé v klubové historii Carcavelinhos FC, které ve finále porazilo Sporting CP 3:1.